# Lamoli
Lamoli è una frazione di 92 abitanti del comune di Borgo Pace, nella provincia di Pesaro e Urbino.

## Geografia fisica
Il paesino si trova incastonato nell'Appennino Umbro-Marchigiano a 600 m s.l.m., è attraversato dal torrente Meta che, unendosi al torrente Auro dà vita al fiume Metauro. Lamoli è percorso dalla SS73bis arteria di collegamento principale con il capoluogo, Borgo Pace (5,4 km) ed il passo di Bocca Trabaria (8,4 km) a 1049 m s.l.m., confine tra Marche e Umbria.

## Toponimo
Lamoli fin dalla sua origine venne chiamato Castrum Lamularum o Castello delle Lame dal tipo di conformazione del terreno costituito dall'assieme di piccole lame sul quale venne edificato.

## Storia
Le fonti storiche sono concordi nell'attribuire la fondazione di Lamoli a discepoli di San Benedetto, questi dopo la morte del loro fondatore si riversarono nella Massa Trabaria attirati dalla solitudine di questi luoghi, dai ricchi boschi e dall'abbondanza di terre facili d'acquistare o ad essere donate.
Il castello, ora scomparso, fu per molti secoli fino al XIX secolo, la sede di un Vicariato civile al quale dipendevano vari castelli. Presiedeva a questo un Vicario che veniva eletto all'epoca del contado della Massa Trabaria dal Rettore della Massa, e dopo l'annessione alla signoria d'Urbinate, dai Conti e poi dai Duchi d'Urbino e dopo la devoluzione alla Chiesa, dalla Legazione pontificia.
Dagli Statuti Lamolesi conservati nell'archivio parrocchiale, ci danno notizia dei borghi soggetti al Vicariato di Lamoli all'inizio del XIV secolo: Castel di Bavia (Borgo Pace), Parchiule, Guinza, Sompiano, Castel de'Fabbri, Montedale, Palazzo de'Mucci e Valbona. Questi vennero a trovarsi nel corso della storia aggregati a Lamoli o suddivisi tra Parchiule e Mercatello sul Metauro. Il 21 dicembre 1827, col Motu Proprio di Papa Leone XII, venne decretato che i castelli di Guinza e Montedale restassero soggetti al comune di Mercatello mentre gli altri castelli dell'antico Vicariato di Lamoli, per ragioni topografiche, furono uniti in un'unica comunità avente capoluogo Borgo Pace.
Durante il Risorgimento Italiano e le guerre d'indipendenza, Lamoli ebbe un ruolo attivo con la Carboneria, rifugiando i patrioti della Repubblica Romana dopo il 1849 e ospitando Garibaldi nella canonica dell'abbazia mentre con il suo esercito si stava spostando verso San Marino, scendendo dal Alpe della Luna.

## Monumenti e luoghi d'interesse

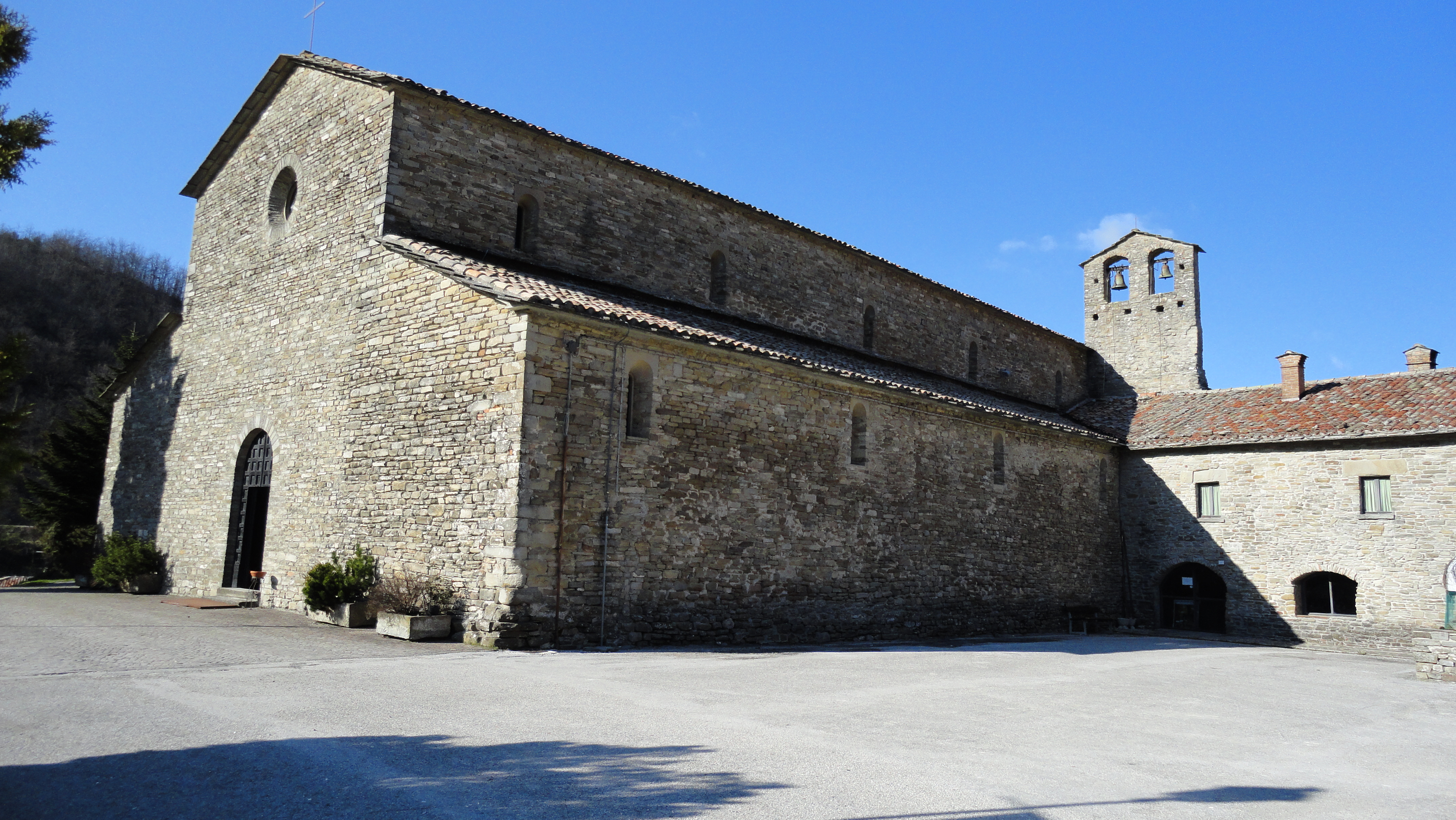
Abbazia di San Michele di Lamoli.

L'Abbazia benedettina di San Michele Arcangelo è il monumento simbolo del paese. La fondazione risale al VII secolo, di quest'epoca restano, perfettamente recuperate, la chiesa abbaziale e l'ala principale del monastero, nel cui chiostro si trova il Museo dei Colori naturali. All'interno della chiesa si possono ammirare diverse opere di notevole pregio.

## Economia
L'economia di Lamoli resta sostanzialmente di tipo agricolo e, per questo, dalla metà del XX secolo ha conosciuto un notevole emigrazione della sua popolazione verso Nazioni (Argentina, Svizzera) e centri che offrivano maggiori opportunità lavorative. Lamoli, come i paesi vicini, mantiene ancora vivo l'antico mestiere del carbonaio. Essendo un paese strettamente legato alla montagna, d'estate diventa una meta di villeggiatura e d'escursioni con numerosi turisti provenienti dalle vicine regioni di Umbria e Toscana ma anche dal resto della provincia di Pesaro-Urbino.